# Charles L. Fontenay
Charles Louis Fontenay (* 17. März 1917 in São Paulo, Brasilien; † 27. Januar 2007 in Memphis, Tennessee) war ein amerikanischer Science-Fiction-Autor und Künstler.

## Leben
Charles L. Fontenay wurde 1917 in São Paulo geboren, wuchs dann aber auf der Farm seiner Eltern in Tennessee auf. 1936 ergriff er den Beruf des Reporters, den er nach dem Krieg, in welchem er als Offizier auf verschiedenen Pazifik-Inseln tätig war, erneut ergriff. Von 1946 bis zu seiner Pensionierung 1987 arbeitete er als Redakteur für die große Tageszeitung Nashville Tennessean.
Daneben studierte er allerdings weiter, was 1964 in seinem Buch Epistle to the Babylonians Niederschlag fand, einem philosophischen Werk über die Interaktion der konservativen Mehrheit und der kreativen Minderheit beim Aufstieg und Fall von Kulturen. Dieses Buch wurde später auch als Grundlage für Universitätsvorlesungen verwendet und brachte ihm den Eintrag in das Register Amerikanischer Philosophen ein. 
Fontenay verfasste drei Science-Fiction-Romane und eine größere Anzahl von Kurzgeschichten. Nach seiner Pensionierung begann er, nach einer längeren Pause, von der Fangemeinde fast unbemerkt wieder SF zu schreiben – zuerst einige wenige Erzählungen und später Romane, vor allem eine 18-bändige Jugendbuchserie, die auf einem besiedelten Mars spielen.
Auch als Künstler errang er Erfolge, zeigte dabei jedoch die Tendenz, die moderne Kunst zu karikieren und ad absurdum zu führen. So reichte er ein Gemälde, das entstand, indem er seine Pinsel beim Reinigen auf einer leeren Leinwand abwischte, bei einem Wettbewerb ein und erhielt einen Preis dafür.
Fontenay erlernte auch Taekwondo (Schwarzer Gürtel, dritter Dan), gewann Medaillen im Fernschach und schrieb eine Biographie.

## Bibliographie
Romane
- Twice Upon a Time (1958)
  - Deutsch: Legion der Zeitlosen. Übersetzt von Walter K. Baumann. Moewig (Terra Sonderband #20), 1959. Weitere Ausgabe: Legion der Zeitlosen. Übersetzt von Heinz Zwack. Gebrüder Zimmermann (Balowa Bestseller des Kosmos #308), 1962.
  - Deutsch:
- Rebels of the Red Planet (1961, auch als Rebels of the Red Planet, 2017)
  - Deutsch: Die Marsrebellen. Moewig (Terra #326), 1964.
- The Day the Oceans Overflowed (1964)
  - Deutsch: Die Jahrtausendflut. Übersetzt von Martin Baresch. Blitz Magic Edition #2, 2004, ISBN 3-89840-262-2.
- Target: Grant, 1862 (1999)
- Modál: A Tale of Mind and Body, Love and Heroism, in a Possible Future World (2000)

Sammlungen
- Anthology of Sci-Fi V26: The Pulp Writers (2013, mit Jack Williamson)
- The Sixth Golden Age of Science Fiction Megapack (2014)
- Here, There and Elsewhen: The Collected Works of Charles L. Fontenay. 3 Bände:
  - 1 A Mars That Never Was (1998)
  - 2 The Solar System and Beyond (2001)
  - 3 Now and Elsewhen (2001)

Kurzgeschichten
- Disqualified (1954)
  - Deutsch: Fleisch. Übersetzt von Klaus Weidemann. In: Walter Spiegl (Hrsg.): Science-Fiction-Stories 88. Ullstein SF&F #31027, 1981, ISBN 3-548-31027-3.
- Escape Velocity (1954)
  - Deutsch: Fluchtgeschwindigkeit. Übersetzt von Klaus Weidemann. In: Walter Spiegl (Hrsg.): Science-Fiction-Stories 86. Ullstein SF&F #31023, 1981, ISBN 3-548-31023-0.
- Blow the Man Down (1955)
- The Patriot (1955)
- Communication (1956)
- Poor Crazy One (1956)
- The Strangest Man in the Universe (1956)
- Atom Drive (1956)
- Z (1956)
- The Silk and the Song (1956)
- Family Tree (1956)
- The Old Goat (1957)
- Blind Alley (1957)
- Up (1957)
- A Case of Sunburn (1957)
- The Martian Shore (1957)
- Moths (1957)
- Pretty Quadroon (1957)
- The Last Brave Invader (1957)
- Earth Transit (1957)
- The Heart's Long Wait (1957)
- A Summer Afternoon (1958)
- Chip on the Shoulder (1958)
- Never Marry a Venerian (1958)
- Conservation (1958)
- West O' Mars (1958)
- Service with a Smile (1958)
- Beauty Interrupted (1958)
- The Gift Bearer (1958)
- Nothing's Impossible (1958)
- Bait (1959)
- Ghost Planet (1959)
- The Jupiter Weapon (1959)
- Wind (1959)
- Bargain Basement (1959)
- Matchmaker (1960)
- Mariwite (1960)
- Fredeya (1988)
- Savior (1991)
- Cat o' Nine Tales (1994)
- The Praying Lady (1994)
- An M-1 at Fort Donelson (1994)
- The Snakeskin Moon (1994)
- The Hole in the Air (1995)
- Miss Hettie and Harlan (1996)

Kipton Chronicles (Jugend-SF)
- 1 Kipton & Gruff (1995)
- 2 Kipton and the Ovoid (1996)
- 3 Kipton in Wonderland (1996)
- 4 Kipton and the Monkey's Uncle (1996)
- 5 Kipton: Murder on Stage (1996)
- 6 Kipton and the Tower of Time (1996)
- 7 Kipton and the Christmas Gift (1997)
- 8 Kipton and the Android (1997)
- 9 Kipton & the I Ching (1997)
- 10 Kipton & the Voodoo Curse (1998)
- 11 Kipton and the Caves of Mars (1998)
- 12 Kipton and the Monorail Murder (1999)
- 13 Kipton on Phobos (1999)
- 14 Kipton at the Martian Games (1998)
- 15 Kipton & the Matter Transmitter (1999)
- 16 Kipton and the Martian Maidens (1999)
- 17 Kipton & the Delusions of Tante Else (1999)
- 18 Kipton & the Riddle of Sandstone (1999)

Sachliteratur
- Epistle to the Babylonians (1969)
- Estes Kefauver: A Biography (1980)